# 刘复光
刘复光（1922年—1992年），男，江苏南通人，中国油脂工程专家，曾任无锡轻工业学院教授、博士生导师，第六、七届全国政协委员。